# Mapy námětů
Mapy námětů (někdy také mapy témat) jsou mezinárodní standard pro reprezentaci a výměnu znalostí. Mapy námětů tak mohou být využity například jako model pro organizaci rozsáhlých informačních zdrojů, agregaci informací v distribuovaném prostředí či jako podpora navigace a vyhledávání v rozsáhlých kolekcích dokumentů .

## Vývoj
Počátky prací, jež postupně vedly ke vzniku prvních map námětů, se datují k roku 1991, kdy byla vtvořena pracovní skupina Davenport group, jež měla za úkol sjednotit terminologii systémové dokumentace využívanou prodejci systému UNIX s terminologií užívanou v odborných knihách. Cíl bylo vytvoření „živoucího“ indexu, který by bylo možné využít pro nezávisle udržovanou a neustále se měnící dokumentaci. Výsledkem jejich práce byl standard SOFABED (Standard Open Formal Architecture for Browsable Electronic Documents).
V roce 1993 hledala nově vytvořená skupina Convention for the Application of HyTime další možná využití tohoto standardu, původně vytvořeného pro podporu multimediálních a hypertextových funkcí v jazyce SGML. Pro testování byl vybrán právě model SOFABED, jež se díky tomuto vylepšení stal základem první mapy námětů. V roce 1995 byl systém dostatečně propracovaný, že mohl být přijat pracovní skupinou ISO/JTC1/SC18/WG8, jako základ nového mezinárodního standardu. Ten byl dokončen v roce 1999 (publikován v lednu 2000) a nesl označení ISO/IEC 13250:2000 SGML Applications -- Topic Maps. V současné době je platné její druhé vydání ISO/IEC 13250:2003 GML Applications -- Topic Maps a doplněk ISO/IEC 13250-2:2006 Information technology - Topic Maps - Part 2: Data model. Obě verze normy jsou dostupné také v českém jazyce ČSN ISO/IEC 13250 (369830) Informační technologie - Aplikace SGML - Mapy námětů.

## Datový model
Mapy námětů využívají dvouvrstvý model dat, který můžeme rozdělit na spodní vrstvu informační (information layer) a vrchní vrstvu znalostí (knowledge layer). Původní inspirací pro toto rozdělení byl klasický rejstřík uváděný na konci tištěných knih.
Informační vrstva reprezentuje obsah. Je to souhrn všech informačních zdrojů, dostupných pro konkrétní implementaci. Obvykle se tak jedná o sadu zdrojů, u kterých chceme využitím map námětů zlepšit možnosti navigace a vyhledávání. Tato vrstva může obsahovat jakékoliv dokumenty, bez ohledu na jejich formát (text, video, audio, grafika, atd.) či zápis.
Znalostní vrstvu pak lze považovat za index k vrstvě informační. Skládá se z témat, reprezentujících jednotlivé předměty informační vrstvy a vztahů, které zobrazují spojitosti mezi jednotlivými tématy.

## Základní elementy
Každá mapa námětů obsahuje tři základní elementy - témata (topics), vztahy (associations) a výskyty (occurences). Mapy mohou být rozšířeny ještě o doplňkové prvky popis (type) a oblasti platnosti (scope), jejichž použitím lze zvýšit efektivitu vyhledávání informací.

### Témata
Témata jsou zástupci, kteří ve znalostní vrstvě mapy námětů zastupují objekty reálného světa, o kterých mapa pojednává. Tématy může být prakticky cokoliv od osoby, přes myšlenku, město, dílo, až po téma samotné.
Témata mohou mít mnoho různých jmen. Kromě běžného názvu mohou obsahovat ještě nespočet variant, které vedou ke stejnému tématu. Takto se v mapách témat řeší např. synonymie. Každé téma přitom zastupuje právě jeden objekt a naopak každý objekt může být zastupován pouze jedním tématem.
K přesnému určení objektu zájmu slouží ještě identifikátory témat.
Ty jsou dvojího druhu:
- lokátor předmětu (subject locator)
- identifikátor předmětu (subject identifier)

Lokátor předmětu se používá tehdy, když samotný odkazovaný zdroj je tématem. Ten je dostupný v určité počítačové síti, je tedy adresovatelný a tato adresa může být použita k jeho přesné identifikaci. Lokátor předmětu může být použit v případě, že chceme například hovořit o konkrétní webové stránce určité firmy a ne přímo o dané firmě. V takovém případě bude lokátorem předmětu URL adresa webové stránky.
Identifikátor předmětu je naopak používán tehdy, pokud odkazujeme na informační zdroj, ve kterém je dané téma popsáno
či jinak definováno. Může se tak jednat například o odkaz na záznam určitě osoby na Wikipedii, kde jsou obsaženy základní biografické údaje.
Aby bylo možné zajistit globální interoperabilitu mezi mapami a umožnit tak jejich snazší sdílení či slučování, byly vytvořeny seznamy PSI (Published Subject Indicator), spravované organizací OASIS.

### Výskyty
Druhým prvkem v mapách námětů jsou výskyty, jež propojují jednotlivá témata s relevantními dokumenty a informačními zdroji. Výskyty mohou být dvojího druhu – interní a externí. Externí využívají lokátor URI k identifikaci informačního zdroje, který je obsažen v informační vrstvě. Externí výskyty tak propojují obě vrstvy mapy témat. Interní naopak reprezentují a odkazují na určité téma již uložené ve znalostní vrstvě a nepotřebují tudíž žádný další lokátor.

### Vztahy
Vztahy jsou obsaženy ve vrstvě znalostí, kde spojují jednotlivá související témata. Nejedná se však pouze o běžné spojení příbuzných témat, jelikož vztahy zde mohou být volně popsány, a lze jimi tak vyjádřit prakticky jakýkoliv vztah. Vztahy mohou být n-ární.
To znamená, že nemusí nutně spojovat pouze dvě témata, ale podle potřeby jimi lze spojit témat víc.
Spojením témat tato témata zároveň dostávají roli (role type), kterou zastávají v daném vztahu. Jestliže Picasso „vytvořil“ Tři muzikanty, stává se jejich autorem a Tři muzikanti naopak jeho dílem. Tímto způsobem je dosaženo vytvoření síťové struktury, díky které se mapy témat stávají velmi intuitivním a uživatelsky přátelským nástrojem pro vyhledávání informací.

### Typ (type)
Každý základní prvek může být jednoduše popsán, čímž dojde k upřesnění jeho významu a vztahu k ostatním prvkům. Každý popis (typ) se v dané mapě námětů automaticky stane tématem.
Příklady typů:
- Typ tématu: “skladatel”, “město”, “autor”
- Typ vztahu: “narozen v”, “napsáno (kým)”
- Typ výskytu: “biografie”, “studie”, “videoklip”

### Oblasti platnosti
Oblast platnosti zastupuje kontext, ve kterém je dané téma, vztah či výskyt zasazen. Tento prvek tak umožňuje v jedné mapě témat používat více než jednu terminologii.
Oblasti platnosti tak mohou nalézt například při slučování tematických map či při tvorbě vícejazyčných tematických map. Nejčastěji se však využívají pro filtrování . Pokud připojíme oblast platnosti k výskytům, můžeme nalezené materiály třídit například podle náročnosti (začátečník/pokročilý/expert).

## Formáty
Norma ISO/IEC 13250:2003 definuje několik formátů pro syntax, sloužících k pohodlnému importu, exportu a výměně dat:
- XTM (XML Topic Maps) je značkovací jazyk, který vznikl v roce 2000 na základě jazyka XML (eXtensible Markup Language) a za jeho vývojem stojí organizace TopicMaps.org. V současné době je aktuální jeho třetí verze XTM 3.0 z roku 2010 (XTM 1.0 – 2001, XTM 2.0 – 2006)

- CTM (Compact topic maps) je syntax pro textový zápis. Aktuální je verze z roku 2010.

- CXTM (Canonicalization XTM) je formát sloužící pouze pro export do binárního kódu.

- TMQL (Topic Maps Query Language) je standardizovaný dotazovací jazyk používaný pro extrakci dat z map námětů. Je definován standardem ISO 18048: TMQL - Topic Maps Query Language.

- TMCL (Topic Maps Constraint Language) je jazyk sloužící k popisu omezení v mapách námětů. Je definován standardem ISO 19756: TMCL - Topic Maps Constraint Language.

Kromě oficiálních standardizovaných formátů však vznikají i jiné formáty, zejména ze strany samotných uživatelů. Jedná se například o formáty TM/XML, JSON Topic Maps, TM/JSON či LTM.